# Nachtigallbataljonen

Nachtigallbataljonen

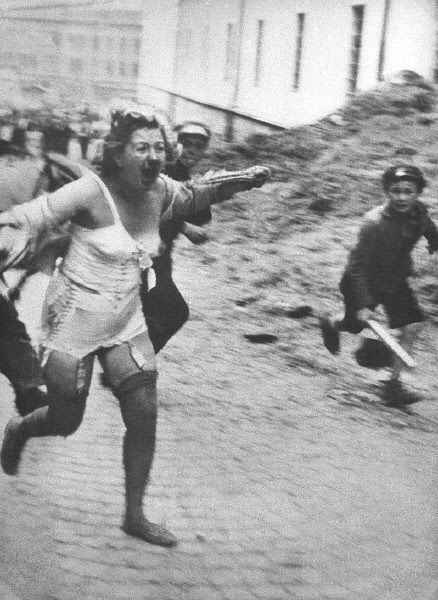
En kvinna jagas av män och pojkar på Medova-gatan i Lviv. Under Lvivpogromerna 1941 mördade lokala ukrainska nationalister omkring 5 500 judar.

Nachtigallbataljonen var ett av de första utländska förbanden i nazityska Wehrmachts 1. Brandenburgerdivision och bildades i mars 1941 och upplöstes i december 1941. Bataljonen bestod av ukrainska nationalister. Nachtigallbataljonen befann sig i frontlinjen då Tyskland i juni 1941 inledde Operation Barbarossa, angreppet på Sovjetunionen. Bland de kriminella aktiviteter som Nachtigallbataljonen deltog i var bland annat pogromerna 3–7 juli mot judar i Lvov, som intogs de första dagarna under kriget. Nachtigallbataljonen hade dock lämnat Lvov under de så kallade Petljura-dagarna. Bataljonen hade då nått byar utanför Vinnytsia där de massmördade de judiska invånarna.
General Roman Sjuchevitj var befälhavare för Nachtigallbataljonen.
Roland- och Nachtigallbataljonerna omstrukturerades så småningom till polisenheter och inlemmades i polisbataljon 201, som genomförde aktioner mot sovjetiska partisaner i Vitryssland.
I Lviv som är dagens ultranationalisters starkaste fäste bär en av gatorna sedan ett par år tillbaka namnet Nachtigal.[källa behövs]